# Lago de Bütgenbach
Lago de Bütgenbach (en alemán: Bütgenbacher See; en francés: Lac de Bütgenbach; en neerlandés: Meer van Bütgenbach) Es un lago artificial creado por el represamiento del río Warche en 1932. Se encuentra cerca del pueblo de Bütgenbach en las Ardenas (Alta Fens), en el país europeo de Bélgica. El lago no está lejos de la frontera de Alemania. Administrativamente es parte de la Región Valona, en el sector histórico de los cantones del este.-
Se trata de una popular atracción turística, con facilidades para la práctica de deportes acuáticos, como kayak y windsurf.